# Hiletinae
Hiletinae là một phân họ bọ cánh cứng trong họ Carabidae.

## Các chi và loài
Phân họ này gồm 21 loài trong 2 chi:
- Chi Eucamaragnathus Jeannel, 1938
  - Eucamaragnathus amapa Erwin & Stork, 1985
  - Eucamaragnathus angulicollis (Jeannel, 1938)
  - Eucamaragnathus aterrimus (Jeannel, 1938)
  - Eucamaragnathus batesii (Chaudoir, 1861)
  - Eucamaragnathus bocandei (Alluaud, 1914)
  - Eucamaragnathus borneensis Erwin & Stork, 1985
  - Eucamaragnathus brasiliensis (Negre, 1966)
  - Eucamaragnathus castelnaui (Bocande, 1849)
  - Eucamaragnathus desenderi Assmann, Drees, Matern & Schuldt, 2011
  - Eucamaragnathus fissipennis (Ancey, 1882)
  - Eucamaragnathus jaws Erwin & Stork, 1985
  - Eucamaragnathus oxygonus (Chaudoir, 1861)
  - Eucamaragnathus spiniger (Andrewes, 1947)
  - Eucamaragnathus suberbiei (Alluaud, 1914)
  - Eucamaragnathus sumatrensis (Oberthur, 1883)
- Chi Hiletus Schiodte, 1847
  - Hiletus alluaudi Jeannel, 1938
  - Hiletus fossulatus Jeannel, 1938
  - Hiletus jeanneli Negre, 1966
  - Hiletus katanganus Basilewsky, 1948
  - Hiletus nimba Erwin & Stork, 1985
  - Hiletus versutus Schiodte, 1847